# Klopgeest van Rosenheim
Met de klopgeest van Rosenheim verwijst men naar een reeks moeilijk verklaarbare gebeurtenissen, die zich in 1967 in een advocatenkantoor in het Beierse Rosenheim zouden hebben voorgedaan. De voorvallen vormen een van de best onderzochte gevallen van vermeende klopgeesten, en werden toentertijd uitvoerig door de internationale pers beschreven. Ondanks een grondig wetenschappelijk onderzoek werd er nooit een afdoende verklaring voor gevonden.

## Gebeurtenissen
In advocatenkantoor Adam in de Königstraße te Rosenheim, onder leiding van J. Engelhard, traden in het najaar van 1967 problemen met de telefoonverbinding op: de gesprekken werden voortdurend onderbroken, en soms rinkelden de telefoons ondanks een verbroken verbinding. De bureauleider meldde dit aan de firma Siemens die de telefoons had vervaardigd en liet ze de bekabeling onderzoeken, echter zonder resultaat. De telefoons werden door apparaten van de Deutsche Bundespost met meettoestellen vervangen. De meters meldden evenwel oproepen terwijl er niemand getelefoneerd had. De tl-verlichting, die zich op twee en een halve meter hoogte bevond, ging stuk en bleek bij nader inzien 90° gedraaid te zijn, ondanks de afwezigheid van sporen van manipulatie. Meerdere werknemers van het advocatenkantoor gewaagden van luide klopgeluiden, de fotokopieermachine begon inkt te spuiten en de zekeringen sprongen zonder aantoonbare reden. Binnen vijf weken tijd werd het nummer 0119, toentertijd de sprekende klok, 500 tot 600 keer vanuit het kantoor gebeld.
De technische dienst van de stad Rosenheim onder leiding van Paul Brunner installeerde permanente spanningsmeters in het kantoor, en men ging ervan uit dat hier van een stroomstoring sprake was. Echter vielen de tl-buizen op de grond, en toen deze door gloeilampen vervangen waren, explodeerden die geregeld. In december 1967 begonnen daarenboven schilderijkaders aan de wand rond te draaien. Er bestaat een video-opname van een dezer kaders die 120° graden om zijn as draait.

## Parapsychologisch onderzoek
Het Institut für Grenzgebiete der Psychologie und Psychohygiene uit Freiburg im Breisgau, onder leiding van Hans Bender, begon reeds op 1 december 1967 een onderzoek. Het viel de onderzoekers op dat alle fenomenen zich enkel voordeden wanneer de toen negentienjarige stagiaire Annemarie Schaberl op kantoor aanwezig was. Een medewerkster van Bender had opgemerkt dat gloeilampen begonnen te slingeren wanneer zij eronderdoor liep. Toen Annemarie voor enkele dagen met vakantie werd gestuurd verdwenen de verschijnselen als bij toverslag, en kwamen meteen terug toen Annemarie opnieuw op kantoor postvatte. Annemarie bleek onder extreme stress te staan, uiterst prikkelbaar te zijn en moeilijk met frustratie om te kunnen gaan. Op 18 januari 1968 werd zij ontslagen, en de klopgeest van Rosenheim verdween met haar. Gedurende korte tijd zouden de fenomenen nog bij haar nieuwe werkgever opgedoken zijn.
Het verschijnsel kreeg zeer veel aandacht van de media, en een veertigtal betrokken mensen werd uiteindelijk onderzocht.